# Sous-district de Nazareth

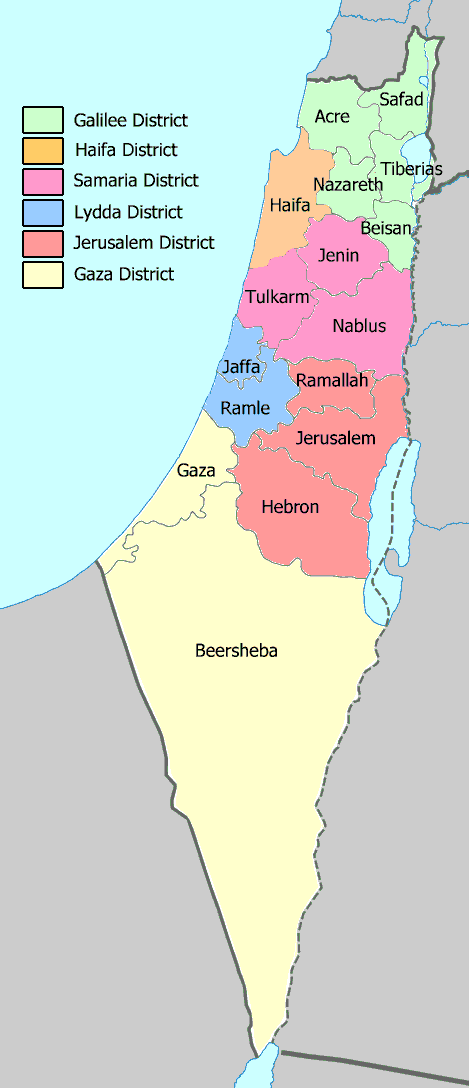
Les districts et sous-districts de la Palestine mandataire en 1945.

Le sous-district de Nazareth (arabe : قضاء الناصرة ; hébreu : נפת נצרת) était un sous-district de Palestine mandataire qui comprenait le chef-lieu Nazareth et ses alentours. Après la guerre israélo-arabe de 1948-1949, le sous-district fusionne avec celui de Beisan pour former le sous-district de Jezreel (en) du district nord d'Israël.

## Villes et villages dépeuplés
(localités actuelles entre parenthèses)
- al-Mujaydil (Migdal HaEmek, Yifat)
- Indur
- Ma'alul (Kfar-Hahoresh, Migdal HaEmek, Timrat)
- Saffuriyya (Hasolelim, Heftziba, Sdé-Nahum, Tzippori)